# Dirk Van Nuffel

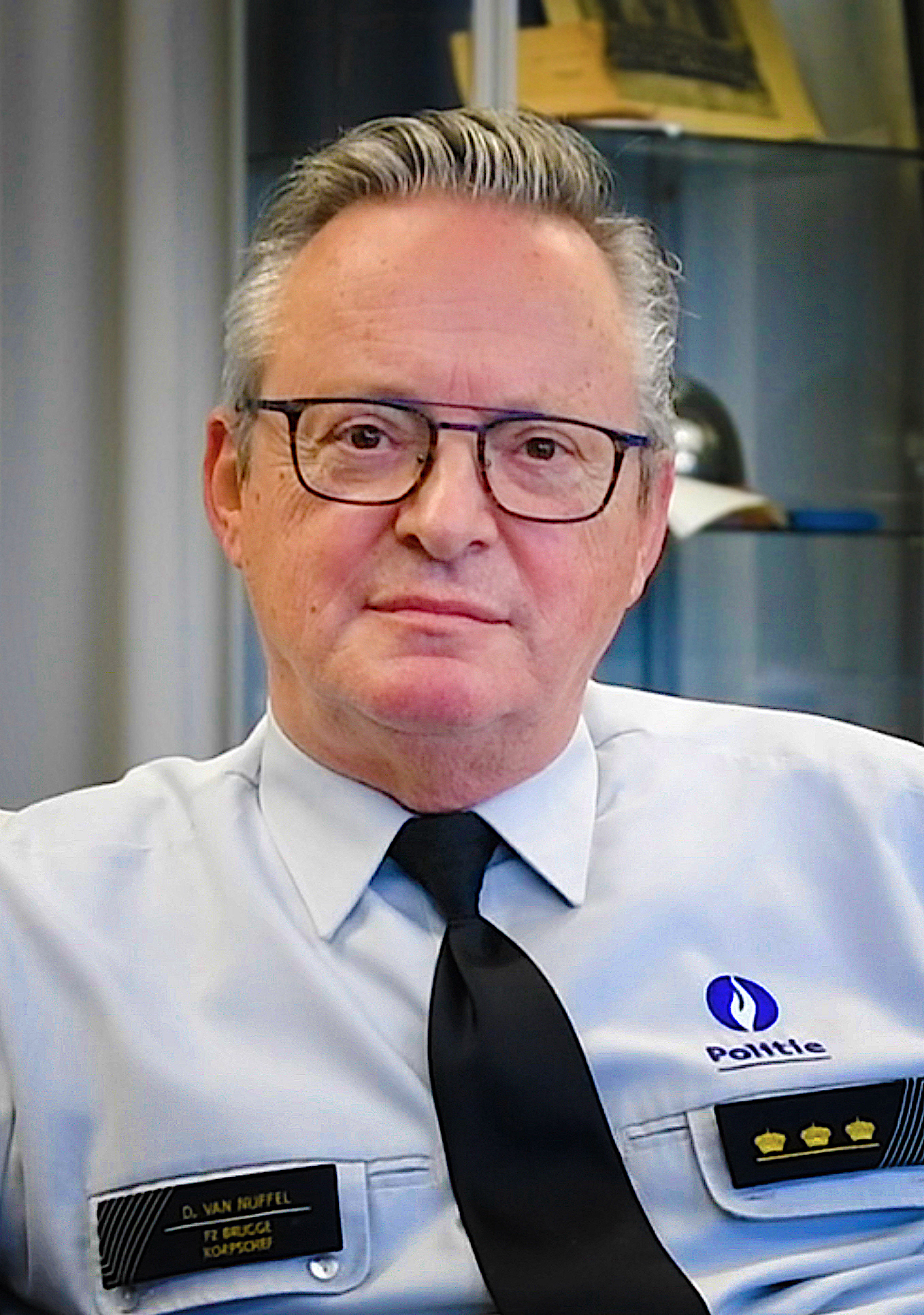
Dirk Van Nuffel

Dirk Van Nuffel (Elsene, 15 juni 1957) is een Belgisch voormalig korpschef. Hij stond sinds 1 januari 2011 aan het hoofd van de politiezone Brugge en is gepensioneerd op 30 juni 2023 Als korpschef was Eerste Hoofdcommissaris Van Nuffel verantwoordelijk voor de uitvoering van het lokaal politiebeleid. Hij stond in voor de leiding, de organisatie en de verdeling van de taken binnen een lokaal politiekorps en de uitvoering van het plaatselijk politiebeleid.

## Studies
Dirk Van Nuffel behaalde een master in de criminologische wetenschappen, pers- en communicatiewetenschappen en een aggregaat in de staats en sociale wetenschappen aan de Universiteit Gent. 

## Politieke carrière
Tussen 1983 en 1992 was hij gemeenteraadslid in Brugge voor de lokale partij "Brugse Democraten".

## Loopbaan
Na zijn studies begon Dirk Van Nuffel in 1984 zijn loopbaan als adviseur op het ministerie van Binnenlandse Zaken bij de Algemene Rijkspolitie, later omgevormd tot Algemene Directie voor het Veiligheids- en Preventiebeleid.  Hij bleef er tot 1992 waarna hij  als korpschef achtereenvolgens aan de slag ging bij de gemeentepolitie Knokke-Heist en politiezone Damme-Knokke Heist. Tijdens die periode werd hij van 1999 tot 2001 deeltijdse gedetacheerd naar de ambtelijke werkgroep die de grote politiehervorming in België moest uitvoeren.
Daarnaast doceerde Van Nuffel aan de West-Vlaamse Politieschool, de Oost-Vlaamse Politieacademie en het politieopleidingscentrum in Antwerpen onder meer de cursussen "Kwaliteit in politieorganisatie" en "Relaties met bestuurlijke en gerechtelijke overheden".
Tussen 2001 en 2011 was hij voorzitter van de Vaste Commissie van de Lokale Politie (VCLP).
Sedert januari 2011 was hij korpschef van de politiezone Brugge. Begin 2021 kreeg hij zijn derde en tevens laatste mandaat. Hij is gepensioneerd op 30 juni 2023. Hij werd opgevolgd door Yves Rotty.

## Onderscheiding
- Commandeur, Leopoldsorde
- Groot-Officier in de Kroonorde
- Burgerlijk Kruis 1ste klasse
- Eredeken van de arbeid